# Парламент Антигуа и Барбуды
Парламент Антигуа и Барбуды (англ. Parliament of Antigua and Barbuda) — законодательный орган Антигуа и Барбуды.

## Состав
Современный парламент состоит из монарха и двух палат:
- Королева Великобритании
- Верхняя палата — Сенат Антигуа и Барбуды (англ. Senate of Antigua and Barbuda)
- Нижняя палата — Палата представителей Антигуа и Барбуды (англ. House of Representatives of Antigua and Barbuda).